# آرثر إم. ولف
آرثر إم. ولف (بالإنجليزية: Arthur M. Wolfe)‏ هو عالم فيزياء فلكية وأستاذ جامعي وعالم فلك أمريكي، ولد في 29 أبريل 1939 في بروكلين في الولايات المتحدة، وتوفي في 17 فبراير 2014 في لاهويا في الولايات المتحدة.